# Grupa Bojowa SS Déak
Grupa Bojowa SS "Déak" (niem. SS-Kampfgruppe "Déak") – jednostka taktyczna Waffen-SS złożona z Węgrów pod koniec II wojny światowej.
SS-Kampfgruppe "Déak" zaczęła być formowana latem 1944 r. w miejscowości Segedyn na Węgrzech, gdzie mieściła się siedziba węgierskiego V Korpusu terytorialnego. Wówczas kilkuset Węgrów wyraziło życzenie służby w szeregach Waffen-SS, co przekazano niemieckiemu przedstawicielowi wojskowemu SS-Gruppenführerowi Georgowi Kepplerowi. Po wydaniu zgody przez Główny Urząd SS nadzór nad rekrutacją przejęło Waffen-SS.
W skład Grupy Bojowej weszli ochotnicy z wojska węgierskiego i żandarmerii oraz cywile powyżej 17. roku życia. Ostatecznie osiągnęła ona liczebność ponad 1 tys. ludzi, co dawało siłę wzmocnionego batalionu. Składała się z 3 pododdziałów i dowództwa. Na jej czele stanął węgierski oficer SS-Oberführer László Deák. Następnie została ona przeniesiona do Belgradu, gdzie Węgrzy otrzymali niemieckie mundury, wyposażenie i uzbrojenie. Stamtąd powrócili na Węgry, gdzie od 10 września rozpoczęli szkolenie wojskowe w rejonie miejscowości Titel w Komitacie Bacs. Po 12 dniach zostali przetransportowani na obszar b. Jugosławii do południowej Baczki w celu zwalczania komunistycznej partyzantki Josipa Broz Tity. W wyniku ciężkich walk SS-Kampfgruppe "Déak" utraciła niemal 1/3 stanu osobowego. W tej sytuacji 28 października została wycofana na tyły, a następnie wysłana na Węgry do Kaposvár i później do Zalaszentgrót. 3 listopada rozwiązano ją i włączono do 25 Dywizji Grenadierów SS "Hunyadi", gdzie stała się zaczątkiem 61 Pułku Grenadierów SS.